# ニセ電報事件
ニセ電報事件（ニセでんぽうじけん）とは、1947年に、日本の最高裁判所裁判官の人事に大きな影響力を持つ裁判官任命諮問委員会に関する裁判官グループ委員選挙において発生した事件。
本記事では裁判官任命諮問委員会の裁判官グループ委員選挙や法曹界における派閥抗争と初代最高裁判所裁判官人事についても簡単に記述する。

## 概要

### 法曹界内の派閥抗争と最高裁裁判官人事
GHQ統治下で司法改革が行われた日本において、法曹界（主に裁判官グループ）の中では戦前から司法権の独立を求めていた細野長良大審院長を中心とする細野派と細野に反発する反細野派で派閥対立していた。それは1947年に日本国憲法下で誕生する最高裁裁判官人事についても及び、細野派は細野や細野に近い裁判官を最高裁裁判官にしようとし、反細野派は細野派に反対して自らが最高裁裁判官になろうとしていた。
第1次吉田内閣が設置した最高裁裁判官の候補を絞り込む裁判官任命諮問委員会では委員の細野は最高裁裁判官の資格についてまず議論しようとしたりしたが却下され、投票の結果、細野は落選した。しかし、GHQ最高司令官のダグラス・マッカーサーは「最初の最高裁判所裁判官は新憲法の下に選ばれた最初の内閣により指名・任命されるべき」旨の書簡により、第1次吉田内閣による人事は白紙となった。
1947年5月、細野派と反細野派の裁判官らは日本の司法改革に大きな影響力を持つGHQをたびたび訪問し、最高裁裁判官人事について自派に有利になるようにGHQ幹部らを説得する工作が行われた。

### 裁判官グループ委員選挙
1947年6月17日に片山内閣は裁判官任命諮問委員会で15人中4人の委員が「全国の裁判官から互選された者4人」として選出されることになった。委員の互選は単記無記名投票で行うこととされ、事務を管理するために首相の所轄の下に、6人の委員による全国選挙管理委員会を設置した。6月21日には選挙期日が7月10日と決められた。
裁判官の委員選挙では有権者は1250人いた中で、4つの委員ポストを細野派の宮城実（最高裁判所判事代行・元大審院判事）、中間派の坂野千里（東京高等裁判所長官代行・元東京控訴院院長）、反細野派の藤田八郎（大阪高等裁判所長官代行・元大阪控訴院院長）、反細野派の岩松三郎（福岡高等裁判所長官代行・元福岡控訴院院長）、反細野派の垂水克己（仙台高等裁判所長官代行・元仙台控訴院院長）、反細野派の島保（最高裁判所判事代行・元大審院判事）の計6人が争う構図となった。
反細野派である東京の最高裁判所判事代行たちが全国に飛んで、反細野派に投票するように説得した。また反細野派によって細野を中傷する怪文書が有権者である裁判官のもとへばら撒かれた。
そんな中、選挙戦終盤の7月7日に反細野派の長野潔と谷中薫（ともに東京高等裁判所判事）が「坂野（控訴院）院長　諮問委員たる意思なし　院長の了解にて打電す」と坂野が立候補辞退をする旨の電報が打たれた。選挙には細野派、反細野派のすさまじい対立の中で中間派の良識として坂野が擁立されており、坂野は怪文書が出る選挙について「ずいぶんとひどいことが起こっている」と考えていたが、この電報については了解していたものではなく、ニセ電報であった。この電報は電話事情が悪いことを計算に入れて、投票日3日前に打電しており、発信元の長野は民事事件の担当、谷中は刑事事件担当と、いかにも坂野から出馬取りやめの相談があったようにみせかけて、至急報の形がとられた。この電報は東京高裁管内の全地裁と大阪、名古屋、福岡、広島、仙台、札幌、高松の各高裁に打たれ、浦和地方裁判所では所長が電報を公文書扱いにして判事全員に閲覧したほど、電報の影響力が大きかった。
7月10日に投票が終わって、7月18日に開票が行われて、以下の結果となった。
- 島保（反細野派） - 298票（当選）
- 垂水克己（反細野派） - 230票（当選）
- 藤田八郎（反細野派） - 214票（当選）
- 岩松三郎（反細野派） - 213票（当選）
- 宮城実（細野派） - 195票（落選）
- 坂野千里（中間派） - 27票（落選）

落選した2人のうち、細野派の宮城は固定票だったが、組織はないが人気があった坂野の惨敗はニセ電報なしには考えられなかった。この選挙結果を受けて、細野派では「坂野が謀略にあわなければ大量得票は間違いなく反細野派の藤田、岩松の票が減って代わりに坂野（中間派）と宮城（細野派）が当選しただろう」と分析している。そうなれば裁判官任命諮問委員会の性格も変わったが、反細野派の謀略によって、細野派の意向は反映されないこととなった。
この謀略が発覚したのは投票から9日目のことで、細野派の根本松男最高裁判所事務総長代行が東京高裁判事の長野潔を電信法違反の容疑で東京地方検察庁に告発した。この告発は東京地検の捜査によって不起訴となり、これを不服とした抗告した東京高検でも不起訴となって終結した。
7月28日に裁判官任命諮問委員会が決定した30人の最高裁裁判官候補に細野派は残ることができず、最高裁裁判官になれないことが決まった。戦いに敗れた細野や宮城ら細野派の中心人物は8月に裁判官の職を辞した。一方で、反細野派として諮問委員会委員になった島保や藤田八郎や岩松三郎は1947年8月に初代最高裁判事となった。